# 前锋镇 (金湖县)
前锋镇，是中华人民共和国江苏省淮安市金湖县下辖的一个乡镇级行政单位。

## 行政区划
前锋镇下辖以下地区：
淮武村、淮胜村、淮村、同心村、合意村、民生村、中兴村、阮桥村、郑圩村、东滩村、前锋村和白马湖村。